# Jacques Saly

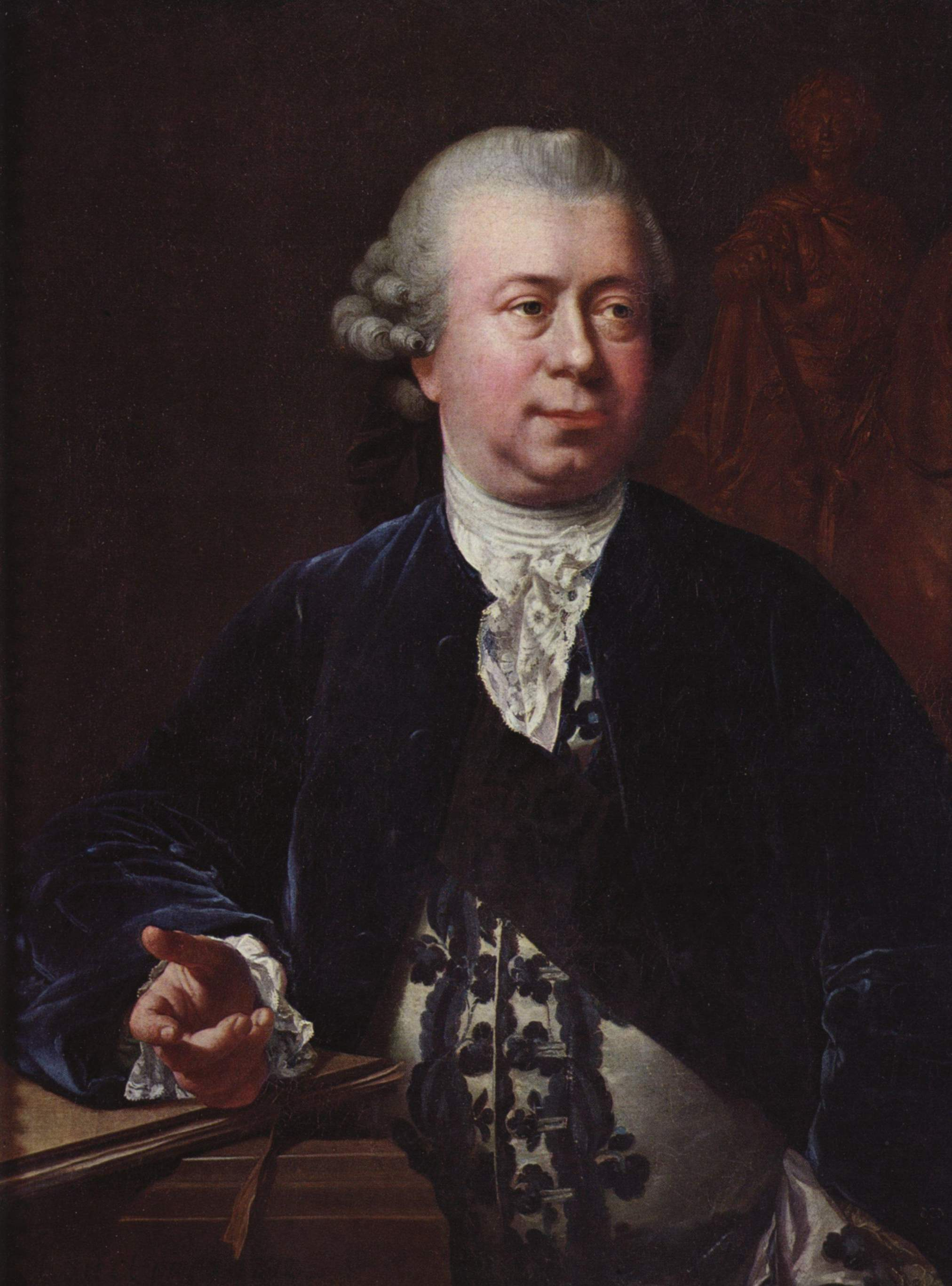
Porträtt av Saly.

Jacques François Joseph Saly, född den 20 juni 1717 i Valenciennes, död den 4 maj 1776 i Paris, var en fransk skulptör, huvudsakligen verksam i Danmark.

## Biografi
Saly var Guillaume Coustous elev, och vistades mellan 1740 och 1748 i Rom. När han återvände hem utförde han en staty av Ludvig XV för sin födelsestad och blev 1751 medlem av Franska konstakademin. År 1753 flyttade han till Köpenhamn, dit han blivit inkallad för att utföra en ryttarstaty av Fredrik V, bekostad av Asiatisk Kompagni. Statyn avtäcktes först 1771 på borggården i Amalienborg.
I Köpenhamn utövade Saly stort inflytande på den nyligen upprättade Kunstakademiet. Han blev professor där 1754 och var dess direktör 1754–1771. Han återvände till Frankrike 1774. I Köpenhamns konstmuseum finns bland hans arbeten en byst av Fredrik V, en ryttarstatyett och en relief. Konstakademien äger en byst i brons som föreställer Carl Gustaf Pilo från Köpenhamnstiden.